# Marcus Walz
Marcus Cooper Walz (* 3. října 1994 Oxford) je španělský rychlostní kanoistia. Je kajakářským specialistou a členem klubu Reial Club Nàutic Portopetro.
Narodil se v Anglii německé matce a anglickému otci, od dětství žije na Mallorce a získal španělské občanství. Kanoistice se věnuje od dvanácti let. Je olympijským vítězem z roku 2016 v závodě singlkajaků na kilometrové trati, kde ve finiši porazil českého reprezentanta Josefa Dostála o sedm desetin sekundy. Na mistrovství světa v rychlostní kanoistice 2017 získal spolu s Rodrigem Germadem zlatou medaili v deblu na 500 metrů. Má také tři stříbrné medaile a jednu bronzovou z mistrovství světa, na mistrovství Evropy v rychlostní kanoistice vyhrál se čtyřkajakem v letech 2017 a 2018 a na Středomořských hrách 2018 vyhráli s Germadem závod na 500 metrů.